# Theronia viridis
Theronia viridis là một loài tò vò trong họ Ichneumonidae.